# Lista de países participantes da Universíada de Inverno de 2013
Essa é uma lista de países participantes da Universíada de Inverno de 2013, em Trentino, na Itália entre 11 e 21 de dezembro de 2013.
Os números entre parênteses indicam o número de atletas da delegação de cada país. As maiores delegações foram da Rússia com 183 atletas, Japão com 119, Canadá e Estados Unidos com 107 e Itália, anfitriã, com 101. As menores, com apenas um atleta, foram as do África do Sul, Brasil, Hong Kong, Índia, Mônaco, San Marino e Tailândia. A Espanha, sede da próxima edição de inverno, enviou apenas 31 atletas e a Coreia do Sul, da próxima edição de verão, 72 atletas. Ambas serão realizadas em 2015.
| \| - RSA África do Sul (1)[7] - GER Alemanha (27)[16] - AUS Austrália (21)[17] - AUT Áustria (32)[18] - AZE Azerbaijão (4)[19] - BLR Bielorrússia (18)[20] - BEL Bélgica (9)[21] - BIH Bósnia e Herzegovina (5)[22] - BRA Brasil (1)[8] - BUL Bulgária (12)[23] - CAN Canadá (107)[4] - KAZ Cazaquistão (57)[24] - CHN China (58)[25] \| - KOR Coreia do Sul (72)[15] - CRO Croácia (13)[26] - ESP Espanha (31)[14] - SVK Eslováquia (51)[27] - SLO Eslovênia (35)[28] - USA Estados Unidos (107)[5] - EST Estônia (14)[29] - FIN Finlândia (32)[30] - FRA França (36)[31] - GEO Geórgia (2)[32] - GBR Grã-Bretanha (55)[33] - HKG Hong Kong (1)[9] - HUN Hungria (17)[34] \| - IND Índia (1)[10] - IRI Irã (3)[35] - ITA Itália (101)[6] (anfitrião) - JPN Japão (119)[3] - LAT Letônia (28)[36] - LTU Lituânia (6)[37] - MEX México (2)[38] - MON Mônaco (1)[11] - MGL Mongólia (4)[39] - NED Países Baixos (11)[40] - NOR Noruega (33)[41] - NZL Nova Zelândia (7)[42] \| - POL Polônia (83)[43] - CZE Chéquia (72)[44] - MKD Macedônia do Norte (2)[45] - RUS Rússia (183)[2] - SMR San Marino (1)[12] - SRB Sérvia (9)[46] - SWE Suécia (56)[47] - SUI Suíça (56)[48] - THA Tailândia (1)[13] - TPE Taipé Chinês (6)[49] - TUR Turquia (27)[50] - UKR Ucrânia (87)[51] \| | | | |
| - RSA África do Sul (1) - GER Alemanha (27) - AUS Austrália (21) - AUT Áustria (32) - AZE Azerbaijão (4) - BLR Bielorrússia (18) - BEL Bélgica (9) - BIH Bósnia e Herzegovina (5) - BRA Brasil (1) - BUL Bulgária (12) - CAN Canadá (107) - KAZ Cazaquistão (57) - CHN China (58) | - KOR Coreia do Sul (72) - CRO Croácia (13) - ESP Espanha (31) - SVK Eslováquia (51) - SLO Eslovênia (35) - USA Estados Unidos (107) - EST Estônia (14) - FIN Finlândia (32) - FRA França (36) - GEO Geórgia (2) - GBR Grã-Bretanha (55) - HKG Hong Kong (1) - HUN Hungria (17) | - IND Índia (1) - IRI Irã (3) - ITA Itália (101) (anfitrião) - JPN Japão (119) - LAT Letônia (28) - LTU Lituânia (6) - MEX México (2) - MON Mônaco (1) - MGL Mongólia (4) - NED Países Baixos (11) - NOR Noruega (33) - NZL Nova Zelândia (7) | - POL Polônia (83) - CZE Chéquia (72) - MKD Macedônia do Norte (2) - RUS Rússia (183) - SMR San Marino (1) - SRB Sérvia (9) - SWE Suécia (56) - SUI Suíça (56) - THA Tailândia (1) - TPE Taipé Chinês (6) - TUR Turquia (27) - UKR Ucrânia (87) |